# Molophilus gidya
Molophilus gidya là một loài ruồi trong họ Limoniidae. Chúng phân bố ở miền Australasia.